# Жабино (Мордовия)
Жабино (эрз. Кеченьбие) — село в Ардатовском районе Мордовии. Входит в состав Урусовского сельского поселения.

## География
Расположено в 30 км от районного центра и 41 км от железнодорожной станции Ардатов.

## История
Возле Жабино — поселение бронзового века (археологический памятник). Современное село основано в XV веке.
В генеральных переписях мордвы Алатырского уезда упоминается как «Кечушева».
По статистическим сведениям 1859 года, в удельной деревне Жабино было 56 дворов (588 чел.), развивались валяльный и шерсточесальный промыслы.
К 1913 году в селе насчитывался 131 двор (1476 чел.); действовали каменная Петропавловская церковь, церковно-приходская школа.
В 1997 году создан СХПК «Жабинский» (бывший совхоз).

## Население
| 1859 | 1913  | 2002 | 2010 | 2012 | 2013 | 2014 |
| ---- | ----- | ---- | ---- | ---- | ---- | ---- |
| 588  | ↗1476 | ↘481 | ↘381 | ↘356 | ↘339 | ↘325 |
| 2015 | 2016  | 2017 | 2018 |      |      |      |
| ↘314 | ↘305  | ↘298 | ↘293 |      |      |      |

## Инфраструктура
Основная школа, библиотека, клуб, магазины, почта, медпункт; церковь (в приспособленном здании).

## Люди, связанные с селом
Анюшина Елена Фёдоровна — гребчиха-байдарочница, «Мастер спорта России международного класса».

## Источник
- Энциклопедия Мордовия, С. Г. Девяткин.